# Touring (singolo)
Touring è un singolo della band punk Ramones. È stato pubblicato nell'album Mondo Bizarro del 1992.

## Storia
La canzone racconta dei tour mondiali che i Ramones hanno fatto durante la loro carriera di oltre vent'anni.
(Joey Ramone)
Il tour più importante della band è stato quello in Inghilterra nel 1976: erano presenti dei fan che si riveleranno poi essere membri dei Sex Pistols e dei Clash.
Touring è una canzone originariamente composta nel 1981 ma che poi non venne inclusa nella versione di Pleasant Dreams degli anni ottanta.
È stata invece inclusa come bonus track nella versione originale del 1981 nella ristampa del 2002 di Pleasant Dreams da parte della Rhino Records ed anche come ultima traccia in Mondo Bizarro.

## Formazione

### Versione presente in Mondo Bizarro
- Joey Ramone - voce
- Johnny Ramone - chitarra
- C.J. Ramone - basso
- Marky Ramone - batteria

### Versione del 1981
- Joey Ramone - voce
- Johnny Ramone - chitarra
- Dee Dee Ramone - basso
- Marky Ramone - batteria